# Jon Lancaster

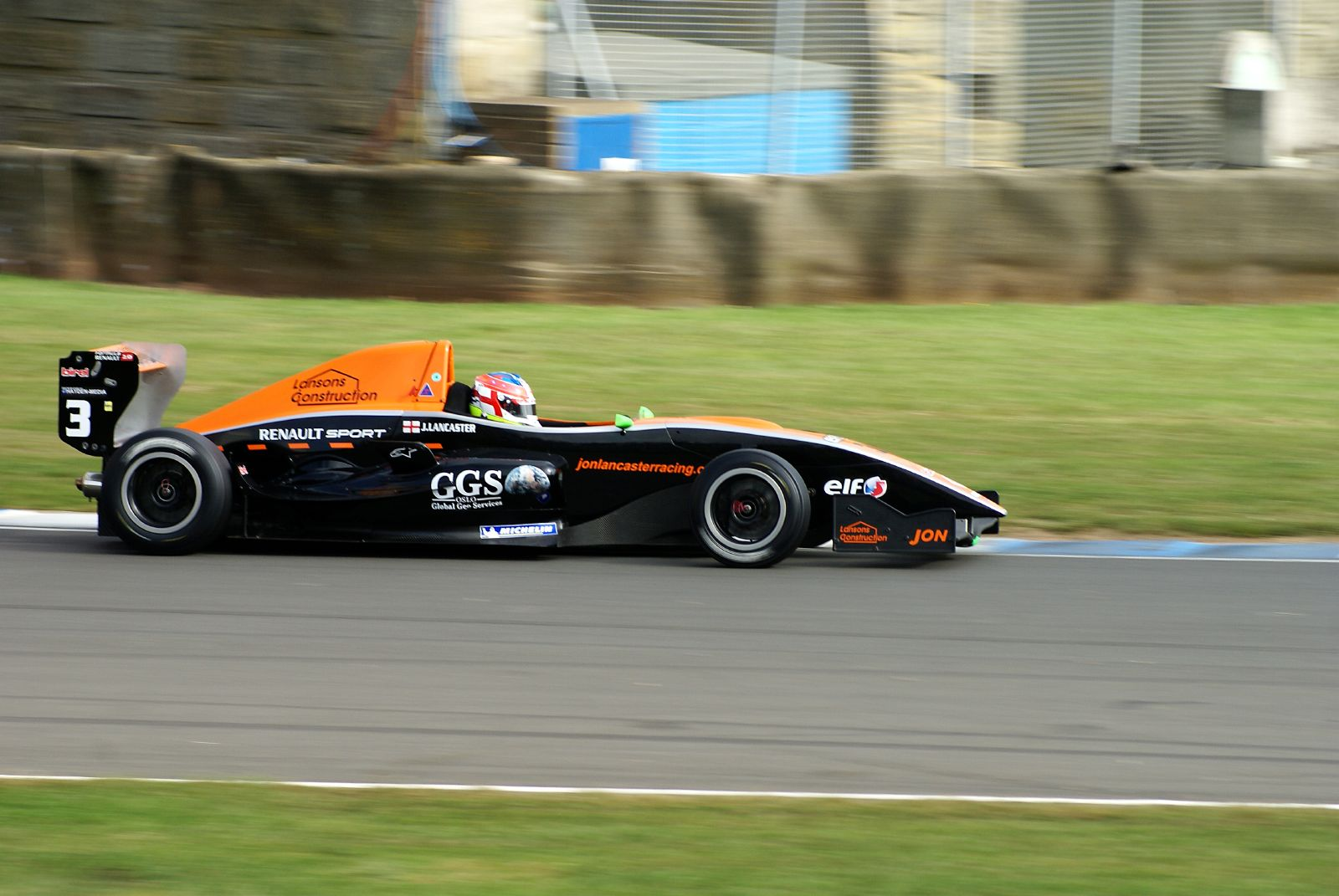
Lancaster 2007 im Formel Renault 2.0 Eurocup

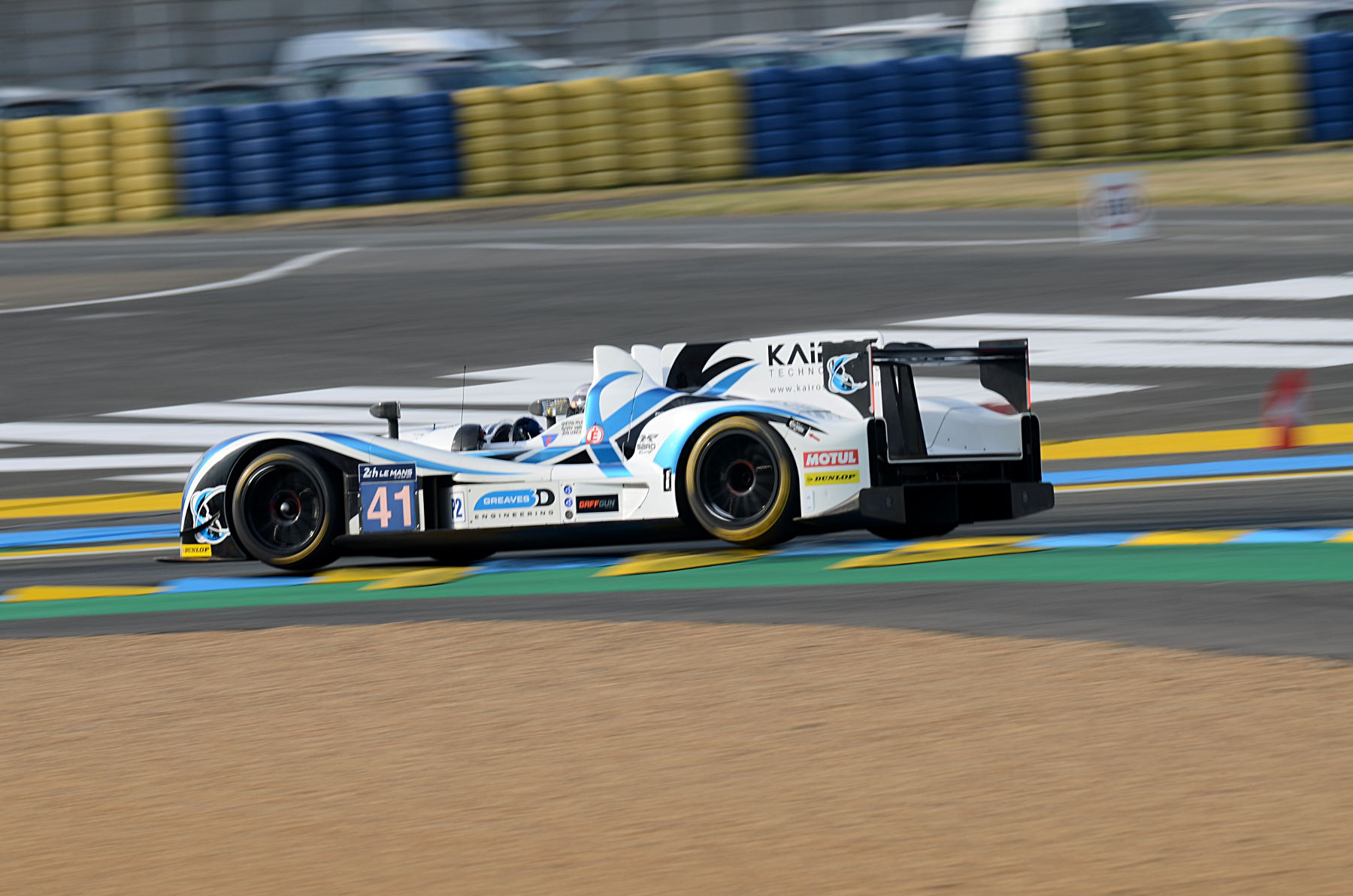
Der von Jon Lancaster gefahrene Gibson 015S beim 24-Stunden-Rennen von Le Mans 2015

Martin Jon Lancaster (* 10. Dezember 1988 in Leeds) ist ein britischer Automobilrennfahrer. Er nahm von 2012 bis 2015 an einigen Rennen der GP2-Serie teil.

## Karriere
Nachdem Lancaster zwischen 1999 und 2006 im Kartsport aktiv gewesen war, wechselte er 2006 in den Formelsport. Er ging bei zwei Formel-Ford-Rennen der Star-of-Silverstone-Serie an den Start und gewann ein Rennen. Daraufhin wechselte Lancaster in die Winterserie der britischen Formel Renault. In der Gesamtwertung belegte der Brite den 16. Platz. 2007 startete Lancaster für SG Formula im Formel Renault 2.0 Eurocup und gewann den Vizemeistertitel hinter Brendon Hartley. Außerdem startete Lancaster in der französischen Formel Renault, in der er den sechsten Platz in der Gesamtwertung belegte.
2008 wechselte Lancaster in die Formel-3-Euroserie zum Meisterteam ART Grand Prix. Im ersten Rennen in Hockenheim hatte Lancaster einen schweren Unfall. Im Positionskampf mit Jean Karl Vernay berührte Lancasters Vorderrad das Hinterrad von Vernays Auto. Daraufhin überschlug sich das Auto von Lancaster und er wurde zu Untersuchungen ins Krankenhaus gebracht. Das zweite Rennen in Hockenheim musste er ausfallen lassen. Im weiteren Saisonverlauf gewann Lancaster ein Rennen auf dem Nürburgring und wurde Zwölfter in der Gesamtwertung.
Nachdem Lancaster 2009 vorerst kein Cockpit gefunden hatte, stieg er beim Rennstall Comtec Racing zum vierten Rennwochenende der Saison 2009 in die Formel Renault 3.5 ein. Mit einem Sieg belegte er am Saisonende den 13. Gesamtrang. 2010 bestritt Lancaster seine zweite Saison in der Formel Renault 3.5 für Fortec Motorsport, wo er Teamkollege von Sten Pentus wurde. Bei seinem Heimrennen in Silverstone sorgte Lancaster für ungewollte Schlagzeilen. Von der Pole-Position startend verlor er beim Start die Kontrolle über sein Fahrzeug und räumte den hinter ihm startenden Daniel Ricciardo von der Strecke. Während sein Teamkollege Vierter wurde, belegte er mit einem dritten Platz als bestes Resultat den 13. Gesamtrang.
2011 nahm Lancaster zunächst an einem Rennwochenende der FIA-Formel-2-Meisterschaft teil. Anschließend stieg er zum dritten Rennwochenende der Saison 2011 in die Auto GP ein und trat für SuperNova an. In seinem dritten Auto-GP-Rennen in Donington kam er mit den regnerischen Verhältnissen am besten zurecht und erzielte seinen ersten Sieg. Wegen einer Fußgelenksverletzung, die er sich beim Training für einen Triathlon zugezogen hatte, musste er die Saison nach dem dritten Rennwochenende vorzeitig beenden. Am Saisonende lag er auf dem elften Gesamtrang.
2012 wechselte Lancaster zu Ocean Racing Technology in die GP2-Serie. Zum zweiten Rennwochenende wurde er kurzfristig durch Brendon Hartley ersetzt, da es Budget-Probleme gab. Er kam anschließend nicht mehr zum Einsatz. 2013 kehrte Lancaster zum dritten Rennwochenende in die GP2-Serie zurück. Er löste Pål Varhaug bei Hilmer Motorsport ab. Bereits beim ersten Rennen in Barcelona erzielte Lancaster mit einem dritten Platz eine Podest-Platzierung. Die Sprintrennen in Silverstone und auf dem Nürburgring entschied er für sich. Es waren seine ersten GP2-Siege. Nach fünf Veranstaltungen für Hilmer Motorsport verlor Lancaster sein Cockpit für ein Wochenende an Robin Frijns, der zuvor an vier Rennwochenenden sein Teamkollege gewesen war. Lancaster kehrte anschließend in das Cockpit zurück. Mit insgesamt drei Podest-Platzierungen schloss er die Saison auf dem elften Rang ab. Darüber hinaus trat Lancaster zu einem Rennen der FIA-Langstrecken-Weltmeisterschaft (WEC) 2013 für Greaves Motorsport an und wurde dabei Fünfter. 2014 begann Lancaster die GP2-Saison für MP Motorsport. Bereits zur zweiten Veranstaltung wurde er durch Tio Ellinas ersetzt. Zum fünften Rennwochenende kehrte er zu Hilmer in die GP2-Serie zurück. Am Saisonende war er 23. in der Gesamtwertung. Darüber hinaus trat Lancaster 2014 für Race Performance erstmals zum 24-Stunden-Rennen von Le Mans an.
2015 fuhr Lancaster für Greaves Motorsport in der European Le Mans Series (ELMS). Nach dem dritten Rennen belegte er den dritten Platz in der LMP2-Wertung. Außerdem nahm er für Greaves Motorsport am 24-Stunden-Rennen von Le Mans teil. Lancaster startete zudem für Hilmer Motorsport zu einem GP2-Rennwochenende.

## Statistik

### Karrierestationen
| - 1999–2006: Kartsport - 2006: Britischen Formel Renault, Winterserie (Platz 16) - 2007: Formel Renault 2.0 Eurocup (Vizemeister) - 2007: Französische Formel Renault (Platz 6) - 2007: Britische Formel Renault, Winterserie (Platz 14) - 2008: Formel-3-Euroserie (Platz 12) | - 2009: Formel Renault 3.5 (Platz 13) - 2010: Formel Renault 3.5 (Platz 13) - 2011: Formel 2 (Platz 17) - 2011: Auto GP (Platz 11) - 2012: GP2-Serie (Platz 34) - 2013: GP2-Serie (Platz 11) | - 2013: WEC, LMP (Platz 23) - 2014: GP2-Serie (Platz 23) - 2015: ELMS, LMP2 - 2015: GP2-Serie (Platz 32) |

### Einzelergebnisse in der GP2-Serie
| Jahr | Team                    | 1   | 2   | 3   | 4   | 5   | 6   | 7   | 8   | 9   | 10  | 11  | 12  | 13  | 14  | 15  | 16  | 17  | 18  | 19  | 20  | 21  | 22  | 23  | 24  | Punkte | Rang |
| ---- | ----------------------- | --- | --- | --- | --- | --- | --- | --- | --- | --- | --- | --- | --- | --- | --- | --- | --- | --- | --- | --- | --- | --- | --- | --- | --- | ------ | ---- |
| 2012 | Ocean Racing Technology | MAS | MAS | BRN | BRN | BRN | BRN | ESP | ESP | MON | MON | ESP | ESP | GBR | GBR | GER | GER | HUN | HUN | BEL | BEL | ITA | ITA | SIN | SIN | 0      | 34.  |
| 2012 | Ocean Racing Technology | DNF | 17  |     |     |     |     |     |     |     |     |     |     |     |     |     |     |     |     |     |     |     |     |     |     | 0      | 34.  |
| 2013 | Hilmer Motorsport       | MAS | MAS | BRN | BRN | ESP | ESP | MON | MON | GBR | GBR | GER | GER | HUN | HUN | BEL | BEL | ITA | ITA | SIN | SIN | UAE | UAE |     |     | 73     | 11.  |
| 2013 | Hilmer Motorsport       |     |     |     |     | 3   | 10  | 12  | 17  | 5   | 1   | 7   | 1   | 23  | 18  |     |     | 13  | 17  | 9   | 5   | DNF | DNF |     |     | 73     | 11.  |
| 2014 | MP Motorsport           | BRN | BRN | ESP | ESP | MON | MON | AUT | AUT | GBR | GBR | GER | GER | HUN | HUN | BEL | BEL | ITA | ITA | RUS | RUS | UAE | UAE |     |     | 6      | 23.  |
| 2014 | MP Motorsport           | 17  | 15  |     |     |     |     |     |     |     |     |     |     |     |     |     |     |     |     |     |     |     |     |     |     | 6      | 23.  |
| 2014 | Hilmer Motorsport       |     |     | 22  | 13  | DNF | 5   | 17  | 16  | 19  | DNF | 12  | 15  | 12  | 16  | 18  | 14  |     |     |     |     |     |     |     |     | 6      | 23.  |
| 2015 | Hilmer Motorsport       | BRN | BRN | ESP | ESP | MON | MON | AUT | AUT | GBR | GBR | HUN | HUN | BEL | BEL | ITA | ITA | RUS | RUS | BRN | BRN | UAE | UAE |     |     | 0      | 32.  |
| 2015 | Hilmer Motorsport       |     |     |     |     |     |     |     |     | 16  | 17  |     |     |     |     |     |     |     |     |     |     |     |     |     |     | 0      | 32.  |

### Le-Mans-Ergebnisse
| Jahr | Team               | Fahrzeug    | Teamkollege | Teamkollege     | Platzierung | Ausfallgrund |
| ---- | ------------------ | ----------- | ----------- | --------------- | ----------- | ------------ |
| 2014 | Race Performance   | Oreca 03    | Michel Frey | Franck Mailleux | Rang 13     |              |
| 2015 | Greaves Motorsport | Gibson 015S | Gary Hirsch | Gaëtan Paletou  | Ausfall     | Batterie     |